# Hogna brevitarsis
Hogna brevitarsis là một loài nhện trong họ Lycosidae.
Loài này thuộc chi Hogna. Hogna brevitarsis được Frederick Octavius Pickard-Cambridge miêu tả năm 1902.